# Судетско-немецкий фрайкор
Судетско-немецкий добровольческий корпус (Судетско-немецкий фрайкор, нем. Sudetendeutsches Freikorps, SFK), или Судетско-немецкий легион, — паравоенная организация (фрайкор, ополчение), образованная нацистами из судетских немцев под командованием Конрада Генлейна, лидера Судетско-немецкой партии (SdP). Сформирована по приказу рейхсканцлера Германии Адольфа Гитлера 17 сентября 1938 — в период апогея Судетского кризиса.
С 19 сентября 1938 года после полученных из Рейха указаний боевики добровольческого корпуса начали совершать вооружённые нападения на чехословацкие государственные учреждения в Судетах с целью дестабилизации государственной власти. По официальной версии, добровольцы должны были защищать судетских немцев от возможных нападений со стороны чехов. В рядах добровольческого корпуса находилось до 40000 «ополченцев». В результате Мюнхенского соглашения 1 октября 1938 года Судетская область была присоединена к Третьему Рейху. Добровольческий корпус оказался вне закона. Формально он был распущен 9 октября 1938 года; многие его члены перешли впоследствии на службу в СС.
За период деятельности корпуса его боевики совершили более 200 террористических актов, убили более 100 человек; около двух тысяч человек были похищены и перевезены в Рейх. «Ополченцы» разрушали здания государственных учреждений Чехословакии посредством подрывов или поджогов, захватывали оружие, боеприпасы и транспортные средства. При совершении террористических актов погибло около 50 боевиков. Из-за спешки, в которой был сформирован корпус, на обучение боевиков не хватило времени, поэтому они, как правило, имели плохую подготовку. Строгой дисциплины в рядах корпуса не было. Террористические акты, часто несогласованные, имели незначительное военное значение, однако их политические последствия были очень значительными. Они способствовали воплощению в жизнь планов Гитлера по ликвидации Чехословакии путем её дестабилизации.

## Предыстория
После Первой мировой войны на территории возникшей многонациональной Чехословакии оказалось почти три миллиона судетских немцев. Почти четверть населения Чехословакии было немецкоязычным. С момента основания Чехословацкого государства в нём, в первую очередь в Судетской области, возникли многочисленные общественные движения и организации, которые выступали за предоставление немецкому меньшинству автономии или даже присоединение Судетской области к Германии или Австрии. На политическом уровне эти идеи выражались Немецкой национальной партией (DNP) и Немецкой национал-социалистической рабочей партии (DNSAP). Обе партии, приобретавшие всё большее влияние в Судетах, были официально запрещены 4 октября 1933 года. DNSAP решила самораспуститься 3 октября из-за ожидавшегося запрета. Официальной причиной запрета партий была названа их антигосударственная деятельность.
Сторонниками автономии судетских немцев 1 октября 1933 года было создано новое движение, Судетско-немецкий народный фронт, которое 2 мая 1935 года сменило название на «Судетско-немецкая партия» (СНП). На парламентских выборах 19 мая 1935 года СНП получила более 60 % голосов среди судетских немцев, благодаря чему получила 44 из 300 депутатских мандатов и стала крупнейшей партией в чехословацком парламенте. Председателем партии был Конрад Генлейн — будущий лидер добровольческого корпуса. По образованию банкир, участник Первой мировой войны, председатель федерации гимнастического общества судетских немцев, начиная с 1930-х годов он пытался превратить её в народно и национально ориентированную организацию. Не имея политического прошлого, Генлейн воспринимался судетскими немцами как идеальный лидер нового политического движения. До начала 1938 года Судетско-немецкая партия не имела единой точки зрения по вопросу национальной автономии или присоединения к Германии.
Радикализация и рост числа сторонников СНП среди немецкого населения можно частично объяснить разочарованием в ситуации в Судетской области. Сразу после основания Чехословакии демонстрации судетских немцев за создание национальной автономии были жёстко подавлены полицией. Вследствие политики ассимиляции, которая началась в 1920-е годы, удельный вес государственных служащих — чехов резко возрос по сравнению с долей чехов в населении области. Основной причиной такой ситуации стал принятый в 1926 году закон, который требовал от государственных служащих за шесть месяцев выучить чешский язык. Государственные служащие, не изучившие чешский язык, были уволены. Кроме того, доля чехов в населении Судетской области продолжала неуклонно расти. Одновременно мировой экономический кризис, начавшийся в 1929 году, весьма болезненно ударил по немецким районам Судет. Уровень безработицы среди судетских немцев вдвое превышал уровень безработицы среди чехов.
Вскоре после аншлюса, присоединения Австрии к Третьему Рейху, 12 марта 1938 года, две чехословацких партии, Немецкая христианско-социальная народная партия и Союз земледельцев, решили самораспуститься. Значительная часть их членов присоединилась к СНП. С тех пор, по сути, в оппозиции СНП остались только судетско-немецкие социал-демократы и коммунисты.
По приглашению Гитлера Генлейн и его заместитель Карл Герман Франк 28 марта 1938 года прибыли в Германию на переговоры. Они заявили о совместных усилиях по защите автономии судетских немцев от политики правительства Чехословакии, а также о намерении добиваться компенсаций для них за экономические потери. Было решено устроить переговоры СНП с представителями чехословацкого правительства так, чтобы последние не смогли выполнить растущие требования немцев. Эти требования были доведены до партийных чиновников в виде Карлсбадской программы 24 апреля 1938 года.
30 мая 1938 года Гитлер приказал обновить план по ликвидации Чехословакии военным путём под кодовым названием «Грюн» (нем. Grün — зеленый). Он должен был сопровождаться активными пропагандистскими мероприятиями. Инструментами реализации плана должна была стать поддержка национальных меньшинств Чехословакии, давление на другие страны с целью заставить их воздержаться от вмешательства в чехословацко-германские отношения, истощение способности Чехословакии к сопротивлению.
С начала 1938 года СНП всё больше действовала как «пятая колонна» Третьего Рейха согласно плану «Грюн» и во многом способствовала обострению Судетского кризиса. Например, ещё в мае 1938 года на основе партийной службы безопасности СНП была сформирована на общественных началах немецкая служба безопасности (НСБ) в Судетской области. Члены этой аналогичной по структуре немецкой Sturmabteilung (SA) организации, как правило, действовали как вспомогательные силы полиции. Часть участников НСБ была тайно подготовлена для осуществления террористических актов и саботажа против чехословацких государственных учреждений.
Надежды чехословацкого правительства во главе с президентом Эдвардом Бенешем в поддержку союзников не оправдались. С лета 1938 года правительства Великобритании и Франции активно включились в дипломатические усилия по разрешению кризиса. Лорд Ренсимен отправил в Чехословакию 3 августа 1938 года делегацию, которая за несколько недель наблюдений должна была представить общую картину кризиса. Следствием ряда двусторонних консультаций между Францией и Великобританией стало решение отказаться от предоставления военной помощи. Вопреки ожиданиям, Франция и Великобритания дали намёки на понимание выдвинутых судетскими немцами требований. В сентябре 1938 года премьер-министр Великобритании Невилл Чемберлен дважды встречался с Гитлером, чтобы предотвратить начало вероятной войны. Однако на этих встречах Гитлер настаивал на аннексии частей Чехословакии и угрожал в противном случае начать военную агрессию.

## Эскалация Судетского кризиса (10—15 сентября)
К началу сентября 1938 года Судетский кризис стал обостряться. В партийном съезде НСДАП, состоявшемся в Нюрнберге с 5 по 12 сентября, приняла участие верхушка СНП. 12 сентября в своём заключительном слове Гитлер отметил: «Немцы в Чехословакии не является ни беззащитными, ни брошенными. Это следует принять к сведению». А уже 10 сентября функционеры СНП получили от Карла Германа Франка инструкции устроить драки между судетско-немецкими демонстрантами и чехословацкими полицейскими. Начиная с 10 сентября Немецкая служба безопасности Судет (НСБ) прибегала к насильственным действиям для защиты массовых мероприятий античехословацких активистов. Тысячи немцев, вышедших на демонстрации, активно требовали автономии региона. Заключительная речь Гитлера 12 сентября транслировалась немецким радио, и её можно было услышать и в Судетах. Вследствие всего этого ситуация ещё больше обострилась.
Вооружённые боевики НСБ совершали террористические акты против чехословацких государственных учреждений, в том числе отделов полиции и таможни, воинских частей. Целью этих часто несогласованных преступлений был захват оружия, власти, дестабилизация ситуации в стране. В наиболее пострадавших районах на западе 13 сентября чехословацкое правительство объявило военное положение. Наконец, чехословацкие силы безопасности смогли с некоторым успехом противодействовать частично вооружённым мятежникам. Инсценированное народное восстание местным судетско-немецким населением в целом поддержано не было. Кроме того, происходили стычки судетско-немецких антифашистов — в основном это были социалисты и коммунисты — с боевиками НСБ. Паравоенная организация социал-демократов «Республиканская оборона» оказывала сопротивление атакам НСБ.
Уже 17 сентября массовые демонстрации утихли. Тем не менее боевики НСБ продолжали совершать террористические акты против чехословацких учреждений. В столкновениях погибли 27 человек, из них 11 — судетских немцев. Кровопролитие было частью планов верхушки Судетско-немецкой партии по усилению давления на чехословацкое правительство. Из-за опасений по поводу насилия в центральные районы Чехословакии бежали тысячи евреев, чехов, судетско-немецких антифашистов.
13 сентября в Судеты вернулась верхушка СНП. Однако из-за беспорядков она уже не могла эффективно управлять собственной организацией. Вечером 13 сентября Франк выдвинул ультиматум чехословацкому правительству, в котором требовал вывести все чехословацкие вооружённые силы из охваченных кризисом регионов, а также передать руководство полицией в руки судетско-немецких мэров. Поскольку ультиматум не был выполнен, 14 сентября главный штаб СНП самораспустился, чем лишил чехословацкое правительство возможности вести переговоры. Руководство СНП переехало в Германию. 15 сентября в речи, транслировавшейся немецким радио, Генлейн озвучил лозунг: «Мы хотим вернуть родину в Рейх». Также в этой речи он призвал к распаду Чехословакии и обвинил чехов в «непреодолимом желании уничтожить» судетских немцев. В тот же день сразу после трансляции речи чехословацкие власти запретили НСБ, а на следующий день — НСП.
Начиная с середины сентября тысячи судетских немцев, особенно боевиков НСБ и деятелей НСП, стали массово бежать в Германию. Отчасти это было вызвано введением военного положения и началом призыва судетских немцев в чехословацкую армию. Беженцы были размещены недалеко от границы с Чехословакией в лагерях, находившихся под контролем СА и под опекой Национал-социалистической народной благотворительности (НСНБ).

## Образование ФСК (16—18 сентября)
16 сентября 1938 года заместитель главы СНП Карл Герман Франк получил от Гитлера разрешение создать Судетско-немецкое ополчение. Ещё утром 17 сентября Гитлер приказал создать Судетско-немецкое ополчения (СНО) под руководством Конрада Генлейна. Франк стал заместителем Генлейна. В тот же день Верховное главнокомандование вермахта (ОКВ) и Главнокомандование сухопутных войск (ОКХ) были уведомлены телеграммой о создании СНО. Подполковник Фридрих Кёхлинг был назначен военным советником и офицером связи ОКВ по СНО. Он получил назначение после личной встречи с Гитлером, на которой получил широкие полномочия. Однако Кёхлингу не удалось взять под контроль вербовку бойцов призывного возраста для вермахта. Сразу после принятия решения о создании СНО 17 сентября Генлейн обратился с помощью немецкого радио к судетским немцам с призывом к вооружённой борьбе для ликвидации Чехословакии. Судетско-немецкое ополчение (фрайкор) также называли «ополчением Генлейна» или судетско-немецким легионом.
- Конрад Генлейн
(1898-1945)
Командующий СНО
- Карл Герман Франк
(1898-1946)
заместитель командира СНО
- Макс Ютнер
(1888-1963)
Офицер СА для связи с СНО
- Готлоб Бергер
(1896-1975)
Офицер СС для связи с СНО

17 сентября в замке Дондорф в Байройте была создана штаб-квартира СНО. Однако общественность была введена в заблуждение, поскольку в прессе и по радио были распространены сообщения о том, что верхушка СНО руководит происходящим из Аша. Кроме офицера связи с ОКБ Кьёлинга в штабе СНО также присутствовали офицеры для связи с СА, СС и Национал-социалистическим моторизованным корпусом (NSKK). Кроме того, в постоянном контакте с Генлейном находился командующий абвера адмирал Вильгельм Канарис.
Гитлер лично сообщил ОКХ цель создания СНО в телеграмме от 18 сентября: «Защита судетских немцев и раздувание беспорядков и потасовок». СНО совместно с ОКВ должен был тайно способствовать переброске небольших диверсионных групп из Германии в Судеты с целью совершения террористических актов для подстрекательства беспорядков. Члены СНО должны были создать на местах «наблюдательные отряды» из местных жителей, которые хорошо знали местность. Кроме того, Гитлер отдал приказ сразу приступить к созданию СНО на территории Германии и вооружить отряды исключительно австрийским вооружением. Позже Кёхлинг добавил к приказу, что созданная организация должна иметь структуру, подобную СА. В СНО было разрешено набирать только судетских немцев мужского пола и призывного возраста, рейхсдойче набирать было запрещено. Однако члены СА и НСКК, хотя и были рейхсдойче, были назначены на руководящие должности в СНО ввиду потребности в квалифицированных командирах.
«Добровольцы» должны быть гражданами Чехословакии, чтобы иметь возможность беспрепятственно возвращаться в Судеты. Многие из них были или резервистами, или военнообязанными чехословацкой армии.
18 сентября Генлейн отдал первый приказ судетско-немецким ополченцам:
Конрад Генлейн приказывает создать «Судетско-немецкое ополчение», чтобы дать шанс судетским немцам призывного возраста, которые были вынуждены бежать от преследования чехословацких властей за границу, бороться за свободу нашей родины. Вступление в ряды ополчения добровольное. [...] Желающие вступить в ряды ополчения должны быть не старше 50 лет. На офицеров и унтер-офицеров эти ограничения не распространяются. Также в отдельных случаях на службу во вспомогательных подразделениях, непосредственно не связанных с боевыми действиями, могут браться мужчины старше 50 лет. Каждый новобранец должен представить двух граждан, которые подтвердят его истинное отношение к делу и достойное поведение.

## Формирование и структура (18—20 сентября)
Добровольцы должны были записываться в ряды СНО в лагерях для беженцев. Сведения о добровольцах собирались из разных лагерей и передавались в СА. Будучи зачисленными в ряды СНО, добровольцы должны быть приведены к присяге на верность Адольфу Гитлеру, чем предавали Чехословацкое государство. Питанием и оборудованием «ополченцев» поручалось заниматься СА, размещали их в приграничных районах с Судетами. Члены ополчения получали следующую одежду:
Форма судетско-немецкого ополченца состоит из: 1. Чёрная кепка с белым полем со свастикой из белого металл, а также чёрно-красно-черной кокардой. 2. Серая блуза аналогично СА или СС, зеркало с чёрно-красно-чёрным обрамлением. 3. Чёрные брюки и сапоги. 4. Серая или коричневая рубашка с чёрным галстуком. 5. Чёрный пояс с плечевым ремнем, сумка для пистолета и патронов. 6 Серая ветровка. 7. Повязка со свастикой на левой руке (можно снимать на боевых задачах).
На вооружении ополченцев находились карабины, пистолеты-пулемёты, пулемёты, ручные гранаты и пушки. Первоначально ополчение располагало 7780 карабинами, 62 пулемётами и 1050 ручными гранатами. Почти половина «ополченцев» из-за нехватки оружия оставалась безоружной до роспуска СНО. Хотя единственным командующим СНО был Генлейн, вермахт предоставлял консультации по оперативным вопросам, а также занимался распределением вооружения.
В значительной степени финансирование СНО происходило за счет вермахта, частично — СС, «Фольксдойтче Миттельштелле» и других организаций НСДАП.
Начиная с 18 сентября вдоль немецко-чешской границы в Силезии, Саксонии, Баварии и Австрии стали появляться подразделения СНО, подчинённые непосредственно штабу Генлейна. В конце сентября группы в Силезии и Австрии были разделены, в результате общее количество групп увеличилось до 6. В состав каждой группы входило не менее 5 батальонов. В составе каждого батальона находилось не менее четырёх рот численностью от 150 до 300 человек. Каждая рота состояла из 3-5 взводов. Каждый взвод состоял из 3-5 звеньев (Schar) численностью 10-15 человек каждая. Батальоны находились в прилегающих к Судетам немецких пограничных районах, батальонные штабы — в удалённых от границы местах.
Каждая группа имела собственный штаб. В этих штабах находились офицеры связи с вермахтом.
По состоянию на 18 сентября численность судетско-немецкого ополчения составляла от 10 до 15 тысяч человек. В первые дни после создания выстроились очереди из желающих вступить в ряды ополчения, потому 19 сентября Генлейн сообщил, что количество ополченцев возросло до 40 000. В докладе СНО от 22 сентября было отмечено, что численность ополчения должна увеличиться до 80 000 согласно приказу Гитлера. Однако всего в ополчение записалось только 26 000 человек. Объявление 23 сентября всеобщей мобилизации в чехословацкой армии вызвало новую волну добровольцев к вступлению в ополчение. По состоянию на 1 октября численность СНО составила 34 500 человек, согласно другим источникам — 40 884 человека.
| Группа                            | Номер             | Штаб    | Состав | Зона ответственности            | Командир                   | Фото |
| --------------------------------- | ----------------- | ------- | --- | ------------------------------- | -------------------------- | ---- |
| Силезия, затем Хиршберг и Бреслау | I, позднее V и VI | Бреслау | 6851 человек в 11 батальонах (по состоянию на 27 сентября 1938 года)                                                                           | Ратибор — Циттау                | Фриц Кьолнер (1904—1986)   |      |
| Саксония                          | II, затем IV      | Дрезден | 13264 человек в 14 батальонах, всего 71 рота (на 1 октября 1938 года), с 25 сентября 1938 года частично в Ширгисвальде, Фрайберге и Айбенстоке | Циттау — Аш                     | Франц Мей (1903—1969)      |      |
| Баварский Остмарк                 | III               | Байройт | 5999 человек в 7 батальонов с 28 ротами (по состоянию на 27 сентября 1938 года)                                                                | Аш — баварский Эйзенштейн       | Вилли Бранднер (1909—1944) |      |
| Альпы / Дон, затем Вена и Линц    | IV, затем I и II  | Вена    | 7798 человек в 9 батальонах, всего 41 рота (по состоянию на 27 сентября 1938 года)                                                             | Баварский Эйзенштейн — Пойсдорф | Фридрих Бюргер (1899—1972) |      |

19 сентября в структуре СНО были созданы собственные военно-воздушные силы, которые базировались в Лёневице (Flugplatz Falkenberg-Lönnewitz). Личный состав включал 2 пилотов и 42 человека наземной обслуги. Ещё 28 пилотов проходили подготовку.

## Служба разведки
СНО также имела службу разведки под руководством Ричарда Ламеля со штаб-квартирой в Зельбе. Разведывательная служба должна была ставить задачи боевикам СНО по совершению террористических актов, саботажа, а также оценивать эффективность их выполнения. Также разведывательная служба СНО должна была сотрудничать с нацистской разведкой и поставлять ей разведданные на случай военных действий вермахта против Чехословакии. 19 сентября Ламель издал приказ о создании службы разведки СНО:
Цели и задачи: 1. Создать каналы связи между Зельбом и подразделениями в Чехословакии. 2. Собирать информацию от беженцев и передавать её для обработки управлениями разведки в Третьем Реху и прессой. Деятельность — с этой целью: a) создать «главное управление» в Зельбе, b) по одному «служебному управлению» в Гофе, Вальдзасене, Дрездене, c) Будут созданы также дополнительные управления.
Приказом Генлейна от 20 сентября в каждой группе было создано собственное разведывательное подразделение, подчинённое офицеру разведки. Разведывательные подразделения отвечали за наблюдение и разведку военно-политической ситуации в регионе и предоставление важной информации в штаб СНО.

## Деятельность (19 сентября — 1 октября)
В ночь на 19 сентября отдельные боевики СНО осуществили переход через границу и совершили в том числе нападение на финансовую службу в Аше. Начиная с 19 сентября все группы СНО были готовы к выполнению боевых задач. С этого дня в Судеты каждую ночь через границу тайно переходили боевики СНО. Из-за нехватки вооружения группы были небольшого размера, однако в отдельных районах действовали отряды численностью в 300 «добровольцев». С растущей интенсивностью они совершали поджоги и нападения на таможенные и полицейские участки, другие государственные учреждения. Боевики СНО также обстреливали патрули пограничников и полицейских. Иногда чехословацким подразделениям удавалось отразить нападения, иногда случались длительные столкновения с потерями с обеих сторон. Чехословацкие силы безопасности получали поддержку от судетско-немецких антифашистов. В частности, Республиканская армия в подразделениях SOS (чеш. Stráž obrany státu — стражи защиты государства) встала на защиту государственной границы Чехословакии.
ОКХ отказалась от проведения массовых компаний, поскольку «ополченцы» действовали несогласованно, не соблюдали определенных планов и в итоге могли помешать развертыванию подразделений вермахта и маршу через границу. После успешного вмешательства ОКВ и ОКХ 20 сентября Гитлер приказал уменьшить активность «ополченцев». Теперь действовать разрешалось только небольшим группам с чётко определёнными задачами. Кроме того, деятельность СНО уже невозможно было скрывать — и она встретила острую критику из-за рубежа. Однако Франция и Великобритания вмешались в конфликт на стороне Третьего Рейха. В результате осуществлённого ими давления чехословацкое правительство было вынуждено согласиться на «лондонские консультации» 21 сентября, которые предусматривали передачу Судет Третьему Рейху даже без проведения референдума.
Новые обстоятельства застали силы безопасности и государственных служащих Чехословакии врасплох. Члены Судетско-немецкой партии и СНБ требовали передать им власть в отдельных населённых пунктах Судет. Чехословацкая армия была вынуждена отступить на лучшие позиции из тех регионов, которые были расположены слишком близко к Германии. Немецкой службе безопасности вместе с СНО удалось 22 сентября разоружить в районе Аша чешских полицейских. То же удалось повторить в Эгере и Лазне. Там и в других местах захваченных в плен полицейских, чешских и судетско-немецких антифашистов силой переправляли в Германию.
Несмотря на согласие чехословацкого правительства выполнить решения лондонских консультаций, 21 сентября СНО возобновило совершения террористических актов. В частности, начиная с 22 сентября ополчение смогло надёжно закрепиться на изгибах границы вблизи Аша и Шлукнова. До 23 сентября интенсивность террористических актов СНО в Судетах нарастала. Например, в Варнсдорфе ополченцы смогли вынести из Госбанка 18000000 крон и угнать из Эйзенштейна поезд.
Под влиянием крупного общественного протеста против Лондонского соглашения 22 сентября состоялось назначение нового правительства. Новое чехословацкое правительство приказало начать 23 сентября всеобщую мобилизацию. По состоянию на 28 сентября численность чехословацкой армии составляла 1250000 человек. После объявления всеобщей мобилизации и выступления Генлейна по радио тысячи судетских немцев благодаря помощи со стороны СНО стали бежать через границу в Германию. Там они вступали в ряды СНО. Одновременно чехословацкая армия стала входить в Судеты. Часть солдат нанесла удары по группам боевиков СНО сразу после пересечения границы. Ополчение в силу недостаточной подготовки и нехватки оборудования не было способно противостоять хорошо дисциплинированной и вооружённой армии. Поэтому 24 сентября тактика СНО была изменена. Вместо осуществления диверсий и террористических актов СНО сосредоточила усилия на проведении разведывательных действий с целью получения информации для вермахта. Террористические акты и нападения происходили в значительно меньших масштабах до 1 октября.
Из военно-стратегических соображений чехословацкая армия была вынуждена 25 сентября оставить Яворник. Этот район был взят под контроль силами СНО. В тот же день в Аш на помощь ополчению выдвинулись отряды дивизии СС «Мёртвая голова». Там им совместными усилиями удалось отбить наступление чехословацкой армии.
Начиная с 24 сентября ОКВ взяло на себя всё командование в приграничных с Судетами районах. Начиная с 28 сентября пересечение границы следовало согласовывать с местным руководством немецкой пограничной службы. Кроме того, 30 сентября ОКВ издало приказ о подчинении отрядов СНО вермахту во время будущего вторжения в Чехословакию. После вмешательства Гитлера, который в тот же вечер отменил приказ ОКВ, СНО было переподчинено рейхсфюреру СС Генриху Гиммлеру. Этот шаг был объяснен тем, что, согласно плану, СНО должно было выполнять полицейские функции в Судетах.
1 октября 1938 года вступило в действие Мюнхенское соглашение, что означало аннексию Судет Третьим Рейхом. В существовании СНО более не было смысла. Впоследствии Кёхлинг признал, что ополчение осуществило 164 «успешных» и 75 «неудачных» операций, в результате которых 110 человек были убиты, 50 ранены, 2029 насильно вывезены в Германию. Например, только 17 октября в Альтенфурте были интернированы 142 чехословака, среди них 56 полицейских, 52 таможенника, 16 жандармов и 18 военнослужащих.
Потери СНО составляли 52 погибших, 65 раненых и 19 пропавших без вести. Кроме боеприпасов и транспортных средств были захвачены 341 винтовка, 61 пистолет и 24 пулемёта. Многие здания, в которых находились чехословацкие государственные учреждения, были уничтожены пожарами или взрывами.

## Роспуск СНО (1—9 октября)
С 1 по 10 октября подразделения вермахта без боя вошли в Судеты. Вместе с вермахтом в Судеты перешли отряды СНО, которым, однако, не было передано никаких важных функций. 2 октября начальник штаба СНО Пфрогнер попытался договориться с генералом полиции Куртом Далюге о дальнейшей судьбе бывших «ополченцев», но без заметных результатов. Генлейн запретил членам СНО самовольно проводить обыски, аресты, конфискацию имущества. Однако из-за вспышки насилия и устроенных «ополченцами» самовольных погромов, которые вызвали острую реакцию за рубежом, приказ пришлось 4 октября отдать повторно. С 1 октября «ополченцы» начали массово терроризировать политических оппонентов, евреев, чехов и даже некоторых судетских немцев. Предотвратить распространение насилия удалось только вермахту. После его вмешательства в Судеты были отправлены отряды полиции безопасности для организованного ареста противников режима. Около двух тысяч судетских немцев — антифашистов, в основном социалистов и коммунистов, было арестовано и отправлено в концлагерь Дахау. По данным Министерства внутренних дел Чехословакии, по состоянию на 3 декабря 1938 года из Судет в глубь страны перешла 151997 граждан, среди них были, в частности, евреи, чехи, немцы-антифашисты.
В итоге вермахт прекратил поддерживать СНО. У СС не было ресурсов для содержания СНО на должном уровне. В первых числах октября СНО стало распадаться, многие «ополченцев» отправились домой. 9 октября 1938 года ополчение было официально распущено приказом Гейнлейна. Впоследствии бывшие члены СНО получили медали в память о 1 октября 1938 года.
Несмотря на официальный роспуск, руководство «ополчением» намеревалось возместить потери, причинённые членам организации. Ответственность за предоставление возмещения была возложена на местные администрации, которые надеялись затем получить компенсации от вермахта. Требования на компенсацию могли подаваться в центр в Райхенберг. Однако поданные заявки так и не были удовлетворены.
Боевики СНО получили материальную компенсацию за ранения. Те, кто получил ранения, с 20 по 30 сентября могли получать компенсацию согласно немецким законам. Это распоряжение также было распространено на родственников погибших «ополченцев».

## Переход бывших ополченцев на службу нацистам
Когда начался процесс роспуска «ополчения», СС стала вербовать членов СНО перейти на службу в её ряды. Это привело к конфликтам с СА, которая также стремилась привлечь верхушку СНО. Готтлоб Бергер впоследствии рассказал, что он должен был выбирать лучших «ополченцев» и отправлять их в СС или SS-Verfügungstruppe. Значительное количество «ополченцев» влилось в местные отделения НСДАП, СА, СС и другие нацистские организации Судет. Руководящие кадры СНО получали высокие звания после вступления в СА и СС. По результатам проведённых 4 декабря 1938 года в Судетах довыборов ведущие деятели СНО попали в Рейхстаг. Среди них были Генлейн, Франк, Пфрогнер, Ламель, Кёлнер, Бранднер, Бюргер и Мей.
После роспуска СНО Генлейн в звании группенфюрера стал уважаемым членом СС, а в июне 1943 года уже получил звание обергруппенфюрера. С конца октября 1938 года и до конца войны Генлейн служил рейхскомиссаром и гауляйтером Судет. 10 мая 1945 года Генлейн покончил с собой в американской тюрьме для военнопленных.
В ноябре 1938 года Франк в звании бригаденфюрера перешёл на службу в СС. Впоследствии он получил звание обергруппенфюрера СС. В конце октября 1938 года он стал заместителем гауляйтера Судетской области Конрада Генлейна. На этой должности он прослужил до 15 марта 1939 года. С середины марта 1939 по лето 1943 года Франк служил государственным секретарём имперского протектора Богемии и Моравии. Конец войны он встретил уже в звании государственного министра и в должности имперского министра протектората Богемии и Моравии в правительстве Гитлера. С апреля 1939 года и до конца войны Франк объединял должности руководителя СС и полиции (HSSPF) протектората Богемии и Моравии. Франк стал самым влиятельным нацистским чиновником в протекторате Богемии и Моравии. После завершения войны он сдался в плен американским военным в Пльзене. Оттуда он был доставлен в Чехословакию; суд в Праге осудил его на смертную казнь, которая была исполнена через повешение 22 мая 1946 года.
Ламель, бывший глава разведки в СНО, в конце января 1939 года был повышен до звания штандартенфюрера СС. После роспуска СНО он стал главой администрации гауляйтера Генлейна.
Бывший лидер группы СНО «Баварский Остмарк» Бранднер вступил в ряды СС в ранге оберфюрера. На этой должности он возглавлял подразделение СС XXXVII (Райхенберг). В 1943 году он был произведен в бригаденфюреры СС. Позже Бранднер служил заместителем HSSPF Хорватии Константина Камергофера, некоторое время даже был руководителем местной полиции в этой стране. Бранднер умер 29 декабря 1944 года в результате ранения в голову, которое получил в засаде, устроенной югославскими партизанами.
Ещё три командира СНО перешли в ряды СА. Бюргер в звании штандартенфюрера СА создал бригаду СА Норд-Мегрен-Шлезия. Кроме того, он был адъютантом гауляйтера Генлейна. Начиная с 1939 года Бюргер был руководителем администрации гауляйтерства, а начиная с 1940 года — руководителем НСДАП в Судетах. Кёлнер достиг в СА ранга бригаденфюрера, был главой администрации гауляйтерства и с конца марта 1939 года стал преемником Франка в должности заместителя гауляйтера Судетской области. Эту должность Кёлнер занимал до начала марта 1940 года. Мей стал группенфюрером в СА, где занимался созданием группы СА в Судетах.
Пфрогнер, бывший начальник штаба СНО, возглавил организационный штаб имперской службы труда (RAD) в Судетах и дослужился до звания генерала отрядов работников (Generalarbeitsführer).

## Оценки и влияние
Бегство верхушки СНП после неудачного мятежа в середине сентября 1938 года в Германию не было тайной ни для кого в Судетах. Несмотря на это нацистская пропаганда распространяла дезинформацию, что руководство СНП находилось в Аше. Сторонники СНП, которые были фактически брошены на произвол судьбы, чувствовали себя преданными. Иногда это способствовало усилению влияния судетско-немецких социал-демократов. Созданием СНО верхушка СНП надеялась вернуть к себе доверие судетских немцев. Гитлер собирался руками СНО дестабилизировать Чехословакию, после чего уничтожить её как государство силами вермахта. Планом «Грюн» вторжение вермахта в Чехословакию было предусмотрено на октябрь 1938 года. Кроме того, Гитлер надеялся упрочить своё положение на международных переговорах благодаря серии террористических актов, которую должно было осуществить СНО. Под воздействием этих обстоятельств и было создано судетско-немецкое ополчение.
Деятельность СНО носила «в основном политико-террористический, невоенный характер». Многие судетские немцы вступали в ряды СНО ради защиты собственных национальных интересов. Эти взгляды служили представлению Судетско-немецкого ополчения как легитимного независимого народного движения, которое стремилось защищать интересы судетских немцев. Террористические действия ФСК после Лондонского соглашения, которое предусматривало отделение и передачу Судет к Третьему Рейху, были направлены на ликвидацию Чехословакии. Мюнхенское соглашение стало следующим шагом к этой цели. С присоединением Чехии к Третьему Рейху 15 марта 1939 года и отделением Словакии был введён в действие план «Грюн».
По мнению Мартина Бросцата, «бесславный конец ополчения по сравнению с пафосными призывами к его созданию (17 сентября) символизирует деградацию от провозглашённой цели защищать интересы судетских немцев к превращению в инструмент дестабилизации в политике Гитлера». Чешское правительство в изгнании в записке от 28 февраля 1944 года указывало, что Чехословакия находилась в состоянии войны с Третьим Рейхом начиная с 19 сентября 1938 года. Именно 19 сентября началась серия террористических актов СНО в Судетах. Они начались после выступления о «возвращении на родину» Генлейна 15 сентября, в котором он заявил, что судетские немцы не могут больше жить в одной стране с чехами. В следующей речи через два дня Генлейн призвал уничтожить Чехословакию, а судетских немцев — вступать в ряды СНО. Депортация судетских немцев с их родины после окончания Второй мировой войны было следствием в том числе террористической деятельности «ополчения». Циркуляр Министерства внутренних дел Чехословацкой Республики от 24 августа 1945 года в части урегулирования чехословацкого гражданства в соответствии с Указом от 2 августа 1945 года причислял бывших «ополченцев» к числу тех людей, чехословацкое гражданство которых было автоматически аннулировано. Кроме того, в дополнение к членам нацистских организаций и военным преступникам верхушка СНО и рядовые «ополченцы» должны были предстать перед специальным судом. Кроме заключения виновным грозило ограничение гражданских прав и принудительный труд. В случае совершения ими особо тяжких преступлений мог быть вынесен смертный приговор. На Нюрнбергском процессе над главными военными преступниками также рассматривалось и членство в СНО.
Несмотря на доступные источники, СНО и его террористическая деятельность остается малоисследованной или искусственно занижаемой по значимости страницей в истории судетских немцев.